# はえ座アルファ星
はえ座α星 (はえざアルファせい、α Muscae / α Mus) は、はえ座で最も明るい恒星で3等星。
この星は高温の青白色の準巨星である。放射のほとんどは紫外線で、温度と光度の値から半径は太陽の4.7倍であると推測される。また恒星の構造と進化のモデルから、質量は太陽の8倍で、準巨星ではあるが、まだ水素を燃料としていると考えられる。B型主系列星では良くあるように、自転は速く、赤道付近では秒速114kmにもなり、自転周期は2日以下である。またケフェウス座β型変光星であり約2時間10分ごとに、明るさが約0.5%変化する。13等星の伴星は地球からは約0.5分離れた位置に見える。